# Route 986 (Alberta)
Pour les articles homonymes, voir Route 986.
La route 986 de l'Alberta, souvent nommée Route 986, est une route est-ouest dans le nord de l'Alberta. Elle a une longueur d'environ 158 km (98 mi) de la Route 35 (Route du Mackenzie) jusqu'à la Route 88 (Route Bicentenaire),.
La Route 986 comprend un segment ouest partiellement construit de la "Northern Alberta East-West Highway Corridor".

## Description
La Route 986 commence à la Route 35, approximativement à 21 km (3 mi) au nord de la ville de Grimshaw et 21 km (13 mi) au sud du hameau de Dixonville dans le Comté de Northern Lights. Après avoir intersecté avec la Route 743, la route traverse la Rivière de la Paix et entre dans le Comté de Northern Sunrise. Après une courte distance, la route intersecte avec la Route 688. Elle continue ensuite vers l'est à travers les hameaux de Cadotte Lake et de Little Buffalo avant de finir à la Route 88, approximativement à 10 km (6,2 mi) au sud du hameau de Red Earth Creek,.

## Histoire
La Route 986 était originellement numérotée 686. La route a été renumérotée dans les années mi-1990,.

## Intersections majeures
La liste suivante est une liste des intersections majeures le long de la Route 986 de l'ouest à l'est,.
| Endroit                                  | km  | mi  | Destinations                                                             | Notes                          |
| ---------------------------------------- | --- | --- | ------------------------------------------------------------------------ | ------------------------------ |
| Comté de Northern Lights                 | 0   | 0,0 | AB-35 (Route du Mackenzie) - Manning, High Level, Grimshaw               | Extrémité ouest                |
| Comté de Northern Lights                 | 20  | 12  | AB-743 - Deadwood, Rivière-la-Paix                                       |                                |
| ↑/↓                                      | 30  | 19  | Traverse la Rivière de la Paix                                           | Traverse la Rivière de la Paix |
| Comté de Northern Sunrise                | 37  | 23  | AB-688 sud - Saint-Isidore                                               |                                |
| Comté de Northern Sunrise                | 158 | 98  | AB-88 (Route Bicentenaire) - Fort Vermilion, Red Earth Creek, Slave Lake | Extrémité est                  |
| 1,000 mi = 1,609 km; 1,000 km = 0,621 mi |     |     |                                                                          |                                |